# Петухов, Борис Фёдорович
Борис Фёдорович Петухов (30 ноября (13 декабря) 1913 года, ст. Кавказская, Область Войска Донского, Российская империя — 15 мая 1979 года, Москва, РСФСР) — советский партийный и государственный деятель, первый секретарь Кировского областного комитета КПСС (1961—1971).

## Биография
Родился на хуторе Романовский (с 1921 года город Кропоткин) входивший в земли станицы Кавказской 13 ноября 1913 года.
В семнадцать лет начал свою трудовую деятельность. Первое время работал в Ростове-на-Дону слесарем производственных мастерских Северо-Кавказского строительного техникума, затем чертежником в управлении Северо-Кавказской железной дороги. Без отрыва от производства настойчиво занимался повышением своего общеобразовательного и технического уровня.
В 1936 году окончил Ростовский институт сельскохозяйственного машиностроения. После этого работал на ростовском заводе «Красный Аксай» заместителем начальника цеха, начальником технического бюро, заместителем главного технолога завода.
В начале Великой Отечественной войны был призван в действующую армию, но по решению Государственного Комитета Обороны, как специалист, был отозван из армии и направлен на работу в промышленность, где он проводил большую работу по эвакуации промышленных предприятий из прифронтовой полосы в восточные районы Советского Союза.
С апреля 1942 года работает в Ташкенте сначала заместителем главного инженера, а затем заместителем директора завода. С 1943 года по 1946 год он работал в Воронеже заместителем директора, а затем главным инженером завода «Воронежсельмаш».
В сентябре 1946 года прибыл на Кубань и стал работать главным инженером завода «Армалит».
В феврале 1950 года был избран первым секретарем Армавирского горкома ВКП(б).
- 1950—1951 гг. — первый секретарь Армавирского городского комитета ВКП(б),
- 1951—1952 гг. — первый заместитель председателя исполнительного комитета Краснодарского краевого Совета,
- 1952—1954 гг. — второй секретарь Краснодарского краевого комитета КПСС,
- 1954—1960 гг. — председатель исполнительного комитета Краснодарского краевого Совета,
- 1960—1961 гг. — второй секретарь Северо-Осетинского областного комитета КПСС,
- 1961—1963 гг. — первый секретарь Кировского областного комитета КПСС,
- 1963—1964 гг. — первый секретарь Кировского сельского областного комитета КПСС,
- 1964—1971 гг. — первый секретарь Кировского областного комитета КПСС,
- 1971—1978 гг. — заместитель министра тракторного и сельскохозяйственного машиностроения СССР.

С 1978 г. на пенсии.
Член ВКП(б) с 1940 г. Кандидат в члены ЦК КПСС (1961—1971). Депутат Верховного Совета СССР 4-8 созывов.